# ذا بتيرسبورغ تايمز
صحيفة ذا سان بيترسبورغ تايمز الروسية (بالإنجليزية:The St. Petersburg Times) ، هي صحيفة روسية ناطقة باللغة الإنجليزية، وتقع مقرها الرئيسي في مدينة سان بيترسبورغ الروسية، أسـس مبنى سان بيترسبورغ الروسية سنة 1993م، وتتحدث عن تقارير أخبار العالم وغيرها.

## وصلات خارجية
- (بالإنجليزية) The St. Petersburg Times, Russia
- (بالإنجليزية) The St. Petersburg Times, Russia
- (بالإنجليزية) Moscow Times